# Multiplayer online battle arena

Příklad mapy hry žánru MOBA

Multiplayer Online Battle Arena (MOBA), známá také jako Action Real-Time Strategy (ARTS), je žánr hry, ve které se více hráčů utká online v aréně. Nejznámější MOBA hry jsou například League of Legends, Dota 2, Heroes of the Storm, Brawl Stars nebo Shards of War. Jednou z prvních MOBA her byla hra Herzog Zwei, která vyšla v roce 1989 v Japonsku.

## Průběh hry
Ve hře se utkají dva týmy, které po celou hru proti sobě bojují. Žádný zápas nemůže být nikdy stejný, a proto se říká,[kdo?] že MOBA hry jsou návykové.[zdroj⁠?!]
Často se na začátku hry vybere postava, za kterou po zbytek hry budete hrát.

## Konec hry
Konec hry v tomto typu hry nastává, když hráči jednoho týmu zničí základnu druhého týmu. Tým, který zničí základnu druhého týmu, zvítězí.